# Grosz na stopę polską

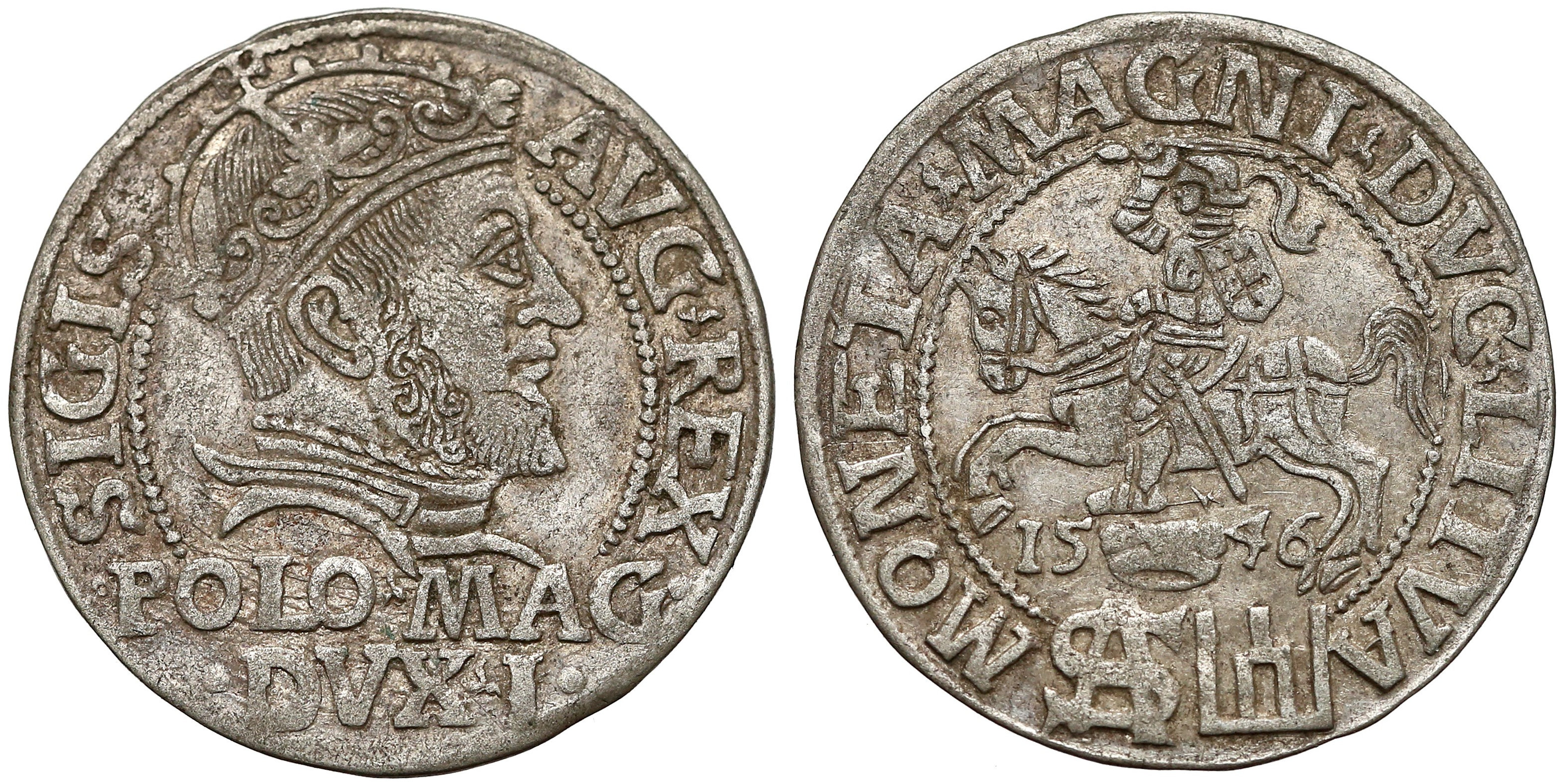
Grosz na stopę polską bity w Wilnie w 1546 r.

Grosz na stopę polską – srebrna moneta litewska o wartości grosza, zawierająca 0,722 grama czystego srebra, bita przez Zygmunta II Augusta w Wilnie w latach 1546–1548 i 1566–1568 oraz Tykocinie w 1566 r., zgodnie ze stopą menniczą groszy koronnych z 1526 r.

Na awersie umieszczono popiersie króla i napis w otoku i w odcinku: 

SIGIS AVG REX POLO MAG DVX LI

na rewersie zaś – Pogoń otoczona napisem: 

MONETA MAGNI DVC LITVA

oraz monogram wiązany SA i herb Kolumny (Słupy Giedymina).